# Puccinia cnici-oleracei
Puccinia cnici-oleracei ist eine Ständerpilzart aus der Ordnung der Rostpilze (Pucciniales). Der Pilz ist ein Endoparasit verschiedener Korbblütlergattungen. Symptome des Befalls durch die Art sind Rostflecken und Pusteln auf den Blattoberflächen der Wirtspflanzen. Sie ist weltweit verbreitet.

## Merkmale

### Makroskopische Merkmale
Puccinia cnici-oleracei ist mit bloßem Auge nur anhand der auf der Oberfläche des Wirtes hervortretenden Sporenlager zu erkennen. Sie wachsen in Nestern, die als gelbliche bis braune Flecken und Pusteln auf den Blattoberflächen erscheinen.

### Mikroskopische Merkmale
Das Myzel von Puccinia cnici-oleracei wächst wie bei allen Puccinia-Arten interzellulär und bildet Saugfäden, die in das Speichergewebe des Wirtes wachsen. Ihre Spermogonien und Aecien sind unbekannt. Die unterseitig auf den Wirtsblättern und an Stängeln wachsenden Telien der Art sind schwarzbraun, kompakt und unbedeckt, sie stehen in dichten Gruppen. Die Teliosporen sind zweizellig, in der Regel lang eiförmig bis länglich und 37–50 × 15–20 µm groß. Ihre Stiele sind farblos bis gelblich und bis zu 50 µm lang.

## Verbreitung
Das bekannte Verbreitungsgebiet von Puccinia cnici-oleracei umfasst die ganze Welt.

## Ökologie
Die Wirtspflanzen von Puccinia cnici-oleracei sind verschiedene Korbblütlerarten der Gattungen Aster, Artemisia, Achillea, Agoseris, Achillea, Erigeron, Hieracium, Krigia, Prenanthes und Rudbeckia. Der Pilz ernährt sich von den im Speichergewebe der Pflanzen vorhandenen Nährstoffen, seine Sporenlager brechen später durch die Blattoberfläche und setzen Sporen frei. Die Art durchläuft einen mikrozyklischen Entwicklungszyklus ohne Uredien, von dem bislang nur Telien sowie deren Wirt bekannt sind; Spermogonien und Aecien konnten ihr nicht zugewiesen werden.

## Systematik und Taxonomie
Puccinia cnici-oleracei wurde wissenschaftlich erstmals 1823 beschrieben.
Die Art ist mit mehreren sehr ähnlichen Rosten nahe verwandt, die alle in Süd- und Nordamerika auf verschiedenen Korbblütlern vorkommen und sich nur in ihrem Wirt unterscheiden. Es wird daher vermutet, dass diese Arten alle konspezifisch mit Puccinia xanthii sind. Es wurde vorgeschlagen, Puccinia cnici-oleracei als eine Morphospezies einzuordnen und die restlichen Arten als Varietäten einzustufen. Allerdings hat der Name Puccinia xanthii aufgrund des Alters Vorrang. Puccinia cnici-oleracei wäre somit nur noch eine Varietät.